# アルフィー・ボー
アルフィー・ボー（Alfie Boe, 1973年9月29日 - ）は、イギリスのテナー歌手、俳優。ミュージカル舞台にも出演している。
2010年10月、ロンドンにあるクイーンズ・シアターで行なわれた『レ・ミゼラブル25周年記念コンサート』、および『レ・ミゼラブル』ブロードウェイ再演にジャン・バルジャン役で出演したことで知られる。2016年3月29日からブロードウェイ・ミュージカル『ファインディング・ネバーランド』にジェームス・マシュー・バリー役で主演した。2003年、バズ・ラーマン演出『ラ・ボエーム』再演でほかのアンサンブル・メンバーと共にトニー賞を受賞した。イギリス国内においてアルバム総売上100万枚以上を誇る。

## 人物概要
イングランド西北部ランカシャー生まれ。自動車メーカーで見習い整備士をしていたところ、音楽業界の人物の目に留まり、歌手の道へ。「イギリスがもっとも愛するテノール（Britain’s favourite tenor）」と呼ばれており、イギリスだけでなく世界中に多くのファンを持つ。
12歳から始めたドラムはプロ級で、ソロコンサートではその腕前を披露することも。
サッカー好きで、リバプールの熱烈なファン。
料理学校に通ってコックになることも考えたほどの料理好きで知られている。「レ・ミゼラブル25周年記念コンサート」時の盟友マット・ルーカスは、糖尿病になってもいいと思うほど、アルフィーの作るヨークシャープディングがお気に入りだという。
現在禁酒中で、禁酒1年祝いとして妻からプレゼントされた腕時計を宝物にしている。
ポリシーは「There shouldn’t be a distinction between opera and musicals, only between good music and bad music. （オペラとミュージカルに区別なんてない。あるのは良い音楽かそうじゃないかの区別だけ）」。
妻は元俳優のサラ、娘グレイスと息子アルフィーの二児の父。自宅はユタ州ソルトレイクシティ。

## 略歴
1973年、イングランド西北部ランカシャーにて9人兄弟の末っ子として生まれる。 初めて舞台に立ったのは14歳の時。フリートウッドのマリン・ホールにて開催された地方教師主催による劇中歌を集めたステージだった。16歳の時にアマチュアプロダクションにて「カルメン」や「イル・トロヴァトーレ」に出演。
17歳でブラックプールの自動車メーカーTVRの見習い整備士になり、仕事中オペラのアリアを歌っていたところ、クライアントである音楽業界の人物の目に留まり、ロンドンでのオーディションを勧められる。D'Oyly Carteオペラ・カンパニーのオーディションに合格した彼は歌手になるため整備士になるのを諦める。なおこのオーディションを勧めた人物については、名刺を紛失したため、今でも誰なのかは謎のままである。
1994年、ロンドンのカラオケ大会でエルビス・プレスリーのサスピシャス・マインドを歌って優勝する。その後、クロンターオペラ賞、ジョン・クリスティー賞など数々の賞を受賞する。
1999年にロンドンへ移住し、王立音楽大学、ナショナル・オペラ・スタジオ、ロイヤル・オペラ・ハウスのヴィラール・ヤング・アーティスト・プログラムにて正式なオペラを学ぶ。ザ・クリント・ブーン・エクスペリエンスのアルバムに参加し、またオペラ『ドン・パスクワーレ』のエルネスト役でオペラ・ゴー・ラウンド・プロダクションのスコットランド・ツアーに参加する。
2002年にブロードウェイの舞台、オペラ『ラ・ボエーム』の配役探しに2年を費やしていた当時の舞台演出家バズ・ラーマンに見出され、レコーディングキャストとなる（クレジット名はアルフレッド・ボー）。
2006年にはイギリスの民間ラジオ放送局「クラシックFM」が立ち上げたレコードレーベルと契約し、アルバム『クラシックFM』をリリース、クラシックチャートで3位になる。同年10月、カンタベリー・フェスティバルに出演、ヘイリー・ウェステンラとカンタベリー大聖堂にてコンサートを開催する。同年11月にレコード会社EMIと契約し、翌年3月にアルバム『Onward』をリリースする。
2007年は2月にフロン男性合唱団とイギリス・ツアーを行い、3月にはナターシャ・マーシュと共に初のクラシックFMウェブキャスト・コンサートに参加する。同月、英国皇太子慈善財団「Children and the Arts」の大使に任命される。4月にレスリー・ギャレット、ウィラード・ホワイトらと共にロイヤル・アルバート・ホールで開催されたITVミュージック・オブ・モールスコンサートに出演する。同年、クラシック・ブリッド・アワードのベスト・アルバム賞にノミネートされる。また、マイケル・ボールと共にイングリッシュ・ナショナル・オペラの『キスメット』に出演する。その中の1曲「ストレンジャー・イン・パラダイス」はマイケル・パーキンソン・ショーでのライブ音源が2007年6月25日にデジタル・ダウンロード・シングルとしてリリースされた。8月からナポリの曲を集めたアルバム『ラ・パシオネ』の制作に入り、11月にリリースする。8月24日にナターシャ・マーシュと共にアランデル・フェスティバル、10月19日にカンタベリー・フェスティバルに参加する。11月10日、ロイヤル・アルバート・ホールで行われた戦没者祈念式典に出演する。
2008年1月31日には英国皇太子慈善財団「Children and the Arts」とクラシックFMミュージックメーカーが後援したクラシック音楽を子供たちにつなぐ3年計画のプロジェクトのために、地元ブラックプールのプレジャービーチアリーナにて地元の子供たち1,600人以上とミュージック・クエスト・コンサートの開催を果たした。
2010年10月3日、ロンドンのO2アリーナにて行われ約38,000人を動員した『レ・ミゼラブル25周年記念コンサート』にジャン・バルジャン役で出演する。この模様は日本でも劇場で上演され、またNHKでも放送された。DVDとブルーレイもリリースされている。この公演の最後には歴代ジャン・バルジャンのコルム・ウィルキンソン（初代バルジャン）、ジョン・オーウェン・ジョーンズ、サイモン・ボーマンらと共に「バルジャン・カルテット」として、同演目の代表曲「彼を帰して（ブリング・ヒム・ホーム）」を熱唱する。後日アビー・ロード・スタジオにて再録音され、2010年12月13日に慈善CDシングルとデジタル・ダウンロードとしてリリースされた。また同年12月16日にエリザベス女王が後援する音楽芸術基金のためのチャリティーイベント「ロイヤル・バラエティー・パフォーマンス」がチャールズ3世（当時皇太子）とカミラ妃臨席の元開催され、この4人で「彼を帰して（ブリング・ヒム・ホーム）」他1曲を披露した。
2011年1月、イングリッシュ・ナショナル・オペラのために『ラ・ボエーム』と『ミカド』に出演する。3月にはアメリカのアイダホで、4月はピカデリーサーカスにあるクライテリオン・シアターや、トラファルガー広場にてコンサートを行った。5月にロイヤル・アルバート・ホールで開催されたクラシック・ブリッド・アワードに出演する。6月18日にはハンプトンコート宮殿音楽祭にてトリを務めた。
2011年6月23日から11月26日までロンドンのクイーンズ劇場にて『レ・ミゼラブル』にジャン・バルジャン役で出演する。その間にも8月にはナショナル交響楽団とのコンサートを国内2か所で開催、9月10日にはケアード・ホールでのBBCプロムス・ラスト・ナイト・コンサートに出演、11月12日にはロイヤル・アルバート・ホールで行われた戦没者祈念式典に出演するなど音楽活動も積極的に行う。2011年11月から「アルフィー・ボー・ブリング・ヒム・ホーム・コンサートツアー」をイギリス国内各地で開催。このツアーのロイヤル・フェスティバル・ホールでの公演は映画館で同時衛星中継され、2012年3月にDVDとブルーレイでリリースされた（日本での発売は6月）。ゲストとしてマット・ルーカス、メラニー・C、トム・フレッチャー（マクフライのメンバー）らも出演している。
2012年は3月にオリビア・ニュートン＝ジョンのオーストラリアコンサートにゲスト出演している。同年に開催されたロンドンオリンピックの英国代表チーム「TEAM GB」およびパラリンピックのオフィシャルソング「one vision」のシンガーにキンバリー・ウォルシュと共に抜擢され、5月11日にウィリアム王子とキャサリン妃が同席の元、ロイヤル・アルバート・ホールで初披露された。6月に開催されたエリザベス女王即位60周年記念式典のひとつ「ダイヤモンド・ジュビリー・コンサート」にて、ソロで「オー・ソレ・ミオ」「イッツ・ナウ・オア・ネバー」を、またレニー・フレミングと共にバッキンガム宮殿のバルコニーで「サムホエア」を歌った。8月には自叙伝「My Life, My Music, My Story」を出版した。この年もBBCプロムスの9月のラスト・ナイト・コンサートに出演、約4万人の観衆の前で5曲歌った。同月、ロイヤル・アルバート・ホールで開催された2006年から毎年行われているチャリティー・イベント「ザ・サンフラワー・ジャム」に元スコーピオンズ、ホワイトスネイク、ディープパープル、クイーン、アイアン・メイデンなどのメンバーらと共に出演する。10月にはカナダ1か所を含むアメリカ・コンサート・ツアーを行った。11月には通算7枚目となるアルバム『Storyteller』をリリースする。12月19日ユニバーサル・インターナショナルより日本CDデビューし、『ブリング・ヒム・ホーム』『アルフィー』2枚同時リリースする。
2013年1月から2月は2度目のアメリカツアーを11か所で行った。3月から4月にかけてはイギリスでロイヤル・アルバート・ホール2日間を含むアリーナ・ツアーを17公演行い、うち15公演でチケットが完売となった。同年5月、チャールズ3世（当時皇太子）より王立音楽大学にて、特に顕著な功績があった者に贈られるフェローシップの称号が授与された。同じく5月にアメリカの戦没将兵追悼記念日コンサートに出演し、ソロで「彼を帰して（ブリング・ヒム・ホーム）」やコリン・パウエル元国務長官らと合唱にも参加した。この年のBBCプロムスはスコットランドのグラスゴー会場に出演した。映画『グレイス・オブ・マイ・ハート』の劇中歌「ゴット・ギブミー・ストレング」（バート・バカラック、エルヴィス・コステロ作）、メラニー・Cとのデュエット1曲、エルヴィス・プレスリーの楽曲をメドレーで3曲歌った。
2014年3月15日、ソウルにて開催された韓英修交131周年記念音楽会「2014春の音」に韓国のソプラノ歌手キム・ヒジョンらと共に出演、クラシック曲や映画音楽などの他、韓国の楽曲「懐かしい金剛山」を完璧な韓国語で歌い上げ、観客を魅了した。同年、イギリスの人気テレビドラマ『セルフリッジ　英国百貨店シーズン2』にゲスト出演。2015年には、『ザ・フー』結成40周年の記念アルバム『Classic Quadrophenia』でメインボーカルをつとめた。同年9月1日〜2016年2月28日まで、ニューヨークのインペリアル劇場にて『レ・ミゼラブル』ジャン・バルジャン役として出演。また、同年3月29日よりLunt-Fontanne劇場で『Finding Neverland』J・M・Barrie役で出演した。
2016年からは親友マイケル・ボールとタッグを組み、ファーストアルバム『Together』は発売から5週間で50万枚を売り上げ、2016年のダブルプラチナに輝く。イギリス、アメリカ、オーストラリアで開催されたTogetherツアーはソールドアウト続出。2017年10月には2人の2枚目のアルバム『Together Again』をリリース。発売されるやいなや、全英オフィシャルチャート1位に輝いた。2018年2月には二人で初来日、東京で3公演が予定されている。

## ディスコグラフィ
| タイトル                              | 発売日         | レーベル            | UKチャート | 日本リリース   |
| ------------------------------------- | -------------- | ------------------- | ---------- | -------------- |
| Classic FM                            | 2006年 9月11日 | Classic FM          | 90         |                |
| Onward                                | 2007年 3月12日 | EMI                 | 72         |                |
| La Passione                           | 2007年11月12日 | EMI                 | 83         |                |
| Franz Lehar: Love Was a Dream         | 2009年11月23日 | Linn Records        |            |                |
| Bring Him Home                        | 2010年11月27日 | DECCA               | 9          | 2012年12月19日 |
| Alfie                                 | 2011年10月31日 | DECCA               | 6          | 2012年12月19日 |
| Storyteller                           | 2012年11月12日 | DECCA               | 6          |                |
| Trust                                 | 2013年11月11日 | DECCA               | 8          |                |
| Serenata                              | 2014年11月17日 | DECCA               | 14         |                |
| Pete Townshend's Classic Quadrophenia | 2015年6月9日   | Deutsche Grammophon |            |                |
| Together                              | 2016年11月4日  | Decca               | 1          |                |
| Together Again                        | 2017年10月27日 | Decca               | 1          |                |

| タイトル              | 発売日          | レーベル                | 参加曲 |
| --------------------- | --------------- | ----------------------- | --- |
| Downton Abbey         | 2011年 9月19日  | DECCA                   | 「7. If You Were The Only Girl In The World」 「14. Roses Of Picardy」                                                                                 |
| Summon the Heroes     | 2011年11月14日  | DECCA                   | 「6. Over The Hills And Far Away」 |
| Sing                  | 2012年 5月28日  | DECCA                   | 「6. Land of Hope And Glory」(威風堂々) |
| Home for the Holidays | 2013年 10月15日 | Mormon Tabernacle Choir | 「3. Hark! The Herald Angels Sing」 「4. I Wonder as I Wander」 「7. Christmas at Home」 「8. Bring Him Home」 「12. Angels From the Realms of Glory」 |

| タイトル       | 発売日         | レーベル | 備 考                            |
| -------------- | -------------- | -------- | -------------------------------- |
| Bring Him Home | 2010年10月13日 | DECCA    | バルジャン・カルテットとして参加 |
| One Vision     | 2012年 3月11日 | DECCA    | MP3ダウンロードのみ              |

| タイトル                          | 発売日         | 配給                       | 備 考      |
| --------------------------------- | -------------- | -------------------------- | ---------- |
| La Boheme                         | 2010年 7月26日 | ワーナー                   |            |
| Les Miserables - 25th Anniversary | 2010年11月29日 | ユニバーサル・ピクチャーズ |            |
| Alfie - The Bring Him Home Tour   | 2012年 3月12日 | ユニバーサル・ピクチャーズ |            |
| The Sunflower Jam                 | 2013年 9月16日 | Sunflower Jam              | ゲスト参加 |
| Home for the Holidays             | 2013年10月15日 | Mormon Tabernacle Choir    | ゲスト参加 |

## 書籍
- 自叙伝「My Life, My Music, My Story」Simon & Schuster出版 2012年